# سواران درة بائين (همت أباد)
سواران درة بائین (بالفارسية: سواران‌دره پائین) هي مستوطنة تقع في إيران في قسم همت أباد الريفي.